# Gladys Marín
Gladys del Carmen Marín Millie, viuda de Muñoz eller blot Gladys Marín (født 16. juli 1937 i Curepto, Chile, død 6. marts 2005 i Santiago de Chile) var en chilensk politiker, aktivist og formand for Kommunistpartiet. Hun var kendt som en af Augusto Pinochets kritiske modstandere og var den første chilener, der anklagede ham for forbrydelser mod menneskeheden.
Det var under sin uddannelse til lærer, at hun blev medlem af kommunistpartiet. I 1963 blev hun gift med Jorge Muñoz og fik to børn med ham. Hun blev for første gang valgt ind i det chilenske parlament i 1965 og igen i 1970, hvor hun var opstillet i et arbejderkvarter i Santiago.
Under militærkuppet mod Salvador Allende i 1973 gik Marín under jorden. Senere søgte hun asyl på den hollandske ambassade, hvor hun blev i otte måneder før hun fik lov at forlade Chile. Hendes mand, Jorge Muñoz, forsvandt i 1976, da han blev anholdt af agenter fra DINA.
I 1978 vendte hun under et falsk navn tilbage til Chile for at kæmpe mod militærdiktaturet.
I 1997 blev Marín valgt ind i senatet, men som følge af det chilenske valgsystem, som favoritiserer de to største partier eller koalitioner, mistede hun sædet i parlamentet. I 1999 blev Marín opstillet som præsidentkandidat, men fik færre end 4 % af stemmerne. 
Den 12. januar 1998, anklagede hun så som den første i Chile nogensinde, den tidligere diktator Augusto Pinochet for forbrydelser mod menneskeheden, kidnapning og tortur.
Efter en lang kamp mod en hjernesvult døde Gladys Marín i marts 2005. Præsident Ricardo Lagos erklærede landesorg i to dage og hun blev tildelt en statsmandsbegravelse. Hun lå således Lit de parade i kongressen, hvor tusinde chilenere sagde farvel. Ved begravelsen gik mellem en halv og hel million chilenere i sørgeoptog gennem Santiago
En hovedvej i et arbejderkvarter i Santiago er senere blevet opkaldt efter hende.